# .hack//G.U. (遊戲)
《.hack//G.U.》，稱.hack系列第二部遊戲，是由Bandai Namco從2005年開始的跨媒體計劃。總共有三款G.U系列作推出，而三款作品的光碟內建可依序由Vol.2 君想フ聲（思君之聲）能傳承Vol.1 再誕的資料片、Vol.3 步くような速さで（以步行速度前進）也能繼承Vol.2 君想フ聲（思君之聲）的資料片。於2009年11月26日預定發售全3款.hack//G.U.作品的PS2 the Best版。
本作迎接15週年，而遊戲發行商Bandai Namco Entertainment正式宣布制作PS4、PC版本的HD重製版《.hack//G.U. Last Recode》，並新增Vol.4あるいは世界を紡ぐ蛇たちの見る夢，已於2017年11月1日發售。
.hack// 20週年，宣布發行Switch版本的HD重製版《.hack//G.U. Last Recode》，系列首度中文化，於2022年3月10日發售。

## 主要故事
西曆2017年，總玩家數雖然從最盛期的 2000 萬人減少到 1200 萬人，但是還作為世界最大規模的線上遊戲而驕傲榮華的「The World 」其實已經發生了巨大地變化。
一切開端是從那2010年發生的事件(第1期的系列事情)後5年發生的CC社本公司大樓的火災事件，導致「The World」伺服器數據的一大半喪失，所以實際上等於停止了服務。這時CC公司被迫將版本升級從而解決數據遺失的問題，但以實質上來說，卻也開始了作品的全新續集－線上遊戲「The World R:2」。但是「R:2」作為全新的作品，卻無法繼承以前作品的人物和區域，所以導致了舊作品玩家的多半解約。相反地是新玩家不斷增加和“居民”的氣質風格變化。之後，和前作決定性地不同的是“PK解禁”正式開放。
因為這個的開放，「R:2 」玩家共同努力的事情從互相爭論，逐漸演變成互相PK等老手欺負新手的行為，而由遊戲上利害一致的玩家們組成的團體“公會”和與其他公會團體的鬥爭，更造成了嚴重且不間斷的PK道理話題，整個局勢陷入了連管理員都無法收拾的狀況。這個時候，有一個名為“死的恐怖”的PKK(只有以PK為對象做PK的行為)不停的，殺氣騰騰的攻擊PK「The World 」等級100的PC玩家。他名字叫“長谷雄”。
他在大聖堂裡遇見了與過去被「The World 」最後的傳說英雄之PC“凱特”（第1期的系列主角）有著相同的身影的 PC“三爪痕”（Tri-Edge）。在被三爪痕PK時，受到了名叫“DataDrain”（改變資料）的影響而還原成等級1，然而即使被三爪痕PK，卻仍在網路世界尋找線索，只為了回復意識變得不明的伙伴“志乃”。這個時候，憎恨PK的長谷雄和像謎一像的PK角色．三爪痕，在因緣際會之下再次衝擊了「The World 」的所有一切。

## 登場人物
翻譯名辭及人物介紹是以.hack//G.U.之中文漫畫翻譯為基準，括號內為日版原名。聲優資料及公會情報則以漫畫版及日文遊戲版為基準。

### G.U.重要人物

#### 碑文使
長谷雄
日文名：ハセヲ
聲優：櫻井孝宏
玩家姓名：三崎 亮
職業：鍊裝士/5th究極鍊裝型態
碑文：第一相 『死之恐怖(The Terror of Death)』
本作主角，為了拯救在遊戲中因為不明原因陷入昏迷的玩家-志乃而沉迷在網路遊戲中的高中生少年，不斷尋找著使志乃陷入昏迷的傳說中的PK－三爪痕，遊戲中的稱號為「PKK」的「死之恐怖」，志乃曾是他的心儀對象，但在奔走的過程中發現了愛德莉對自己的真心，後期與愛德莉在現實與虛擬中成為情侶。
在前作.hack//SIGN故事中的帳號角色為「楚良」，是當時真正意義上的「第一位未歸還者」，事件結束後，在當時還是小學生的他成功返回，卻喪失了原本在遊戲中的記憶。
愛德莉
日文名：アトリ
聲優：川澄綾子
玩家姓名：日下 千草
職業：咒療士
碑文：第二相『惑亂的海市蜃樓(The Mirage of Deceit)』
公會「月之樹」的成員，非常崇敬公會幹部「七枝會」中的榊，一直勸導長谷雄改過向善。曾一度被AIDA剝奪碑文使因子，因而困住無法登出遊戲中，在長谷雄等人幫助下成功奪回，經歷了無數苦難的冒險過程中，愛上了長谷雄，後期在現實和虛擬中與長谷雄成為情侶。
庫恩
日文名：クーン
聲優：三木真一郎
玩家姓名：香住 智成
職業：銃戰士
碑文：第三相『增殖(The Propagation)』
「知識之蛇」組織的成員，CC公司的打工小弟，佩找上他之後，向他道出碑文使的真相以及自身的實質處境後，跟隨著佩加入組織，七年前的二次網路危機－「墨爾卡娜事件」中的未歸還者之一－吉克，對於七年前解決「墨爾卡娜事件」的英雄之一－巴爾孟克有著相當的憧憬。
八咫
日文名：八咫
聲優：山崎たくみ
玩家姓名：火野 拓海
職業：妖扇士
碑文：第四相『命運的預言者(The Prophet)』
前帳號角色「直毘」為「TaN」公會會長，真實身分為「知識之蛇」組織的管理者(GM)，故事前作曾與佩兩人與黃昏旅團爭鬥，直到他發現了毆凡左手臂中「被封印的真相」後，理解事態嚴重，因此與佩兩人決定將之前的帳號角色盡數刪除，並解散「TaN」公會（嚴格來說是利用該公會來達成原初要捕捉歐凡並藉此解析資料的目的，因此順勢利用了志乃的反擊而將工會解體﹚。
本作中，他和佩拋棄了假身分後，更換新帳號與佩兩人暗地行動，直到至今，現任G.U.計畫和AIDA對策小組的負責人，說話總是語帶玄機，以不斷反覆觀察和實驗來應對AIDA，並盡可能去尋找現存的碑文使。同時也是七年前「墨爾卡娜事件」中協助「勇者凱特」等人的賢者－威茲曼，對究極ＡＩ－「Aura」有著愛戀的情感。
朔望
日文名：朔望
聲優：豐口惠
玩家姓名：中西 伊織
職業：魔導士
碑文：第五相『謀略家(The Machinator)』
有朔與望兩個玩家操控的PC，個性好勝的姐姐的朔、生性羞怯的弟弟望，性格正相反的雙生子使用同樣的PC遊玩。但其實伊織是解離性人格疾患者，因失去姊姊而產生模仿姊姊的第二人格「朔」。朔非常喜歡安杜藍斯，只要他的敵人囂張口氣絕不舌軟，甚至是安杜藍斯後來愛戀(？)的長谷雄也是一樣。
恩杜藍斯
日文名：エンデュランス
聲優：齋賀觀月
玩家姓名：一之瀨 薰
職業：斬刀士
碑文：第六相『誘惑的戀人(The Temptress)』
「紅魔宮」鬥技場的宮皇，靠著「碑文使」的力量擊敗了前宮皇－搖光，但同時也是電腦病毒「AIDA」的感染者。七年前的二次網路危機－「墨爾卡娜事件」中的協助者之一－艾爾克（Elk (エルク)），迷戀著游盪在「The World」遊戲中的貓型PC角色-米亞。
佩
日文名：パイ
聲優：小林沙苗
玩家姓名：佐伯 令子
職業：拳術士
碑文：第七相『復仇者(The Avenger)』
「知識之蛇」組織的成員，前帳號角色「安妲」為「TaN」公會中的暗殺者，真實身分為CC公司的正式員工，現任G.U.計畫和ＡＩＤＡ對策小組的成員之一，她奉命去尋找現存的碑文使並將其保護，最後找到了庫恩，並邀請他加入CC公司。
前CC公司的網路工程師－番匠屋淳的妹妹。
歐凡
日文名：オーヴァン
聲優：東地宏樹
玩家姓名：犬童 雅人
職業：鎗戰士
碑文：第八相『再誕(The Rebirth)』
「The World」遊戲中的公會「黃昏旅團」的團長(公會在前作.hack//Roots中解散)，在長谷雄初次登入遊戲遭到PK之時伸出了援手並邀請他加入了自己的公會，為了追尋遊戲攻略中不存在的傳說道具－「黃昏之鑰」而作進了一堆意義不明的事情，接著便神秘失蹤了一段時間，本作中的關鍵人物。
G.U.故事開始之後出現在長谷雄面前，為了他最終的目的而操弄著長谷雄，在故事後期，長谷雄才得知最初他們的相遇就是他察覺到長谷雄的帳號角色體內有碑文基因(墨爾卡娜因子)，才挑選上長谷雄。
在 Vol.3 最後對上『反存在』庫比亞的時候出現在長谷雄身邊，將自己的力量給了長谷雄，之後便完全消失。
於 Vol.4 開始時(Vol.3 結局一年三個月後)確認意識仍停留在 The World 當中，現實世界的身體則陷入病危的昏迷狀況，而虛擬中的殘存意識被冰封在「創世之境界線」中，後被長谷雄救出。

### G.U.公會人物

#### 加納得
席拉巴斯
日文名：シラバス
聲優：阪口大助
玩家姓名：森野優一
職業：斬刀士
賈士伯
日文名：ガスパー
聲優：矢島晶子
玩家姓名：牧考太
職業：魔導士

#### 茶隼
蛾火
日文名：がび
聲優：石井康嗣
玩家姓名：鷲尾大治郎
職業：擊劍士
波爾多
日文名：ボルドー
聲優：平松晶子
玩家姓名：ナ・キルヒアイス
職業：斬刀士
蔥丸
日文名：ネギ丸
聲優：岩田光央
玩家姓名：大山和重
職業：雙劍士
格林
日文名：グリン
聲優：寶龜克壽
玩家姓名：小宮山宗司
職業：擊劍士
Iyoten
聲優：浪川大輔
玩家姓名：坂井直也
職業：斬刀士
阿斯塔
日文名：アスタ
聲優：本名陽子
玩家姓名：堀辰巳
職業：擊劍士

#### 月之樹
櫸
命名由來：櫸樹
聲優：木村亞希子
玩家姓名：加賀京子
職業：鎌鬥士
榊
命名由來：楊桐
聲優：小西克幸
玩家姓名：鵜池トオル
職業：擊劍士
楓
命名由來：楓
聲優：大原沙耶香
玩家姓名：加賀京子
職業：斬刀士
楢
命名由來：櫟屬
聲優：山崎たくみ
玩家姓名：火野拓海(第二角色)
職業：重槍士
柊
命名由來：疼木
聲優：松野太紀
玩家姓名：由紀文彦
職業：妖扇士
槐
命名由來：槐樹
聲優：桑島法子
玩家姓名：湯浅(第二角色)
職業：鍊裝士
松
命名由來：松屬
聲優：家中宏
玩家姓名：九藤真吾
職業：鍊裝士

#### 伊科羅
太白
命名由來：金星
聲優：中多和宏
玩家姓名：黒貝敬介
職業：鎗戰士
天狼
命名由來：天狼星
聲優：千葉一伸
玩家姓名：民錦涛
職業：拳術士
揺光
命名由來：北斗七星的破軍(搖光)
聲優：淺野真澄
玩家姓名：倉本智香
職業：雙劍士
前「紅魔宮」鬥技場的宮皇，一度敗給恩度藍斯，之後敗給長谷雄後，促使長谷雄與恩度藍斯進行宮皇決戰。
故事後期逐漸對長谷雄有好感，最後成了單戀。
大火
命名由來：心宿二
聲優：辻親八
玩家姓名：緒方幹久
職業：斬刀士

#### Project G・U
小洋3
日文名：ぴろし3
聲優：小野坂昌也
玩家姓名：松山洋(真有其人)
職業：重槍士
夏芽
日文名：なつめ
聲優：坂本真綾
玩家姓名：大黒なつめ
職業：雙劍士

### G.U.其他人物(含NPC)
志乃
日文名：志乃
聲優：名塚佳織
玩家姓名：七尾志乃
職業：咒療士
所屬公會：黃昏的旅團(解散)
黃昏旅團的副團長，前作中與歐凡共同創立公會後，挑選出歐凡認為「特別」的人成為公會會員，歐凡失蹤後，一直等待歐凡的回歸，原本與長谷雄之間的關係曖昧不明，但之後對長谷雄表示自己並不是長谷雄心中「特別的人」，而在前公會成員「B套餐」也曾經希望她將歐凡忘記，但她對B套餐直言：「這不可能，對我來說歐凡是特別的人」，完整透露出她對歐凡非比尋常的感情。
「原」第二相碑文使者『惑亂的海市蜃樓(The Mirage of Deceit)』之持有者，後遭遇「三爪痕事件」後成為「未歸還者」，而其碑文轉移至愛德莉身上，事件結束後看到長谷雄與愛德莉兩人的感情後，支持並祝福他們。
塔碧
日文名：タビー
聲優：豐口惠
玩家姓名：久保萌
職業：拳術士
所屬公會：黃昏的旅團(解散)、肉球團（解散）
與長谷雄是同期的初心者玩家，因歐凡和志乃的挑選而各別加入了黃昏旅團，是個性非常開朗的女孩子，給人有陽光女孩的感覺，在旅團很沉悶或苦惱的時候，是帶動公會氣氛的開心果。
以往她藉由憧憬公會裡的勾坂為前輩，而不太跟長谷雄相處，但是她一直在意長谷雄，長谷雄雖然覺得她很煩人，但她還是不厭其煩想與長谷雄打好關係，甚至對長谷雄說「我也並不是為了跟勾坂膩在一起而和他一起行動」來表明她只是視勾坂為老前輩。
歐凡失蹤後，旅團所有人頓時失去目標，疑心病最重的勾坂一再質問志乃，導致成員都開始懷疑自己的目標，勾坂後來被現實朋友拉去另一款網遊而退出旅團且退坑，志乃以此為契機解散旅團後，加上長谷雄時常與志乃一起行動，導致她孤身一人，她開始尋常找菲羅來進行人生諮商。
在故事前傳中，她一直都是以局外人的身分幫助長谷雄，視志乃為戀愛的競爭對手，但她並不知道志乃對長谷雄的看法，促使她從一開始對長谷雄的在意，慢慢轉變為愛情，喜歡上長谷雄，甚至長谷雄為了救志乃而自暴自棄，到最後眾叛親離成為「死之恐怖」的時候，塔碧她也一直默默守護著長谷雄。
她與菲羅兩人到最後都把長谷雄視為重要的朋友(對她自己而言是戀人)，但也因為故事的發展下，她原本開朗的性格以及笑容逐漸消失不見，直到長谷雄被資料初始化後，她毅然決定拒絕正在追她的玩家「清作」，以及找到了自己的人生目標－在現實世界成為一名護士，協助長谷雄拯救志乃。
故事前傳的最後，她與長谷雄相約於大聖堂，將自己的愛意對長谷雄告白後，徹底離開了遊戲世界，並告訴長谷雄「等我達成現實的目標後，我會回來找你」。
愛奈
日文名：アイナ
聲優：榎本溫子
玩家姓名：犬童愛奈
職業：魔導士
第一位被感染電腦病毒「AIDA」的玩家，歐凡的親妹妹，也是歐凡尋找「黃昏之鑰」(八個碑文之力)的真正目的。
為了將「AIDA」徹底消滅，進而拯救她，歐凡成立了「黃昏旅團」，且不惜代價尋找並將現存的碑文使殺害(奪取碑文因子而使現實肉體陷入昏迷)，最後歐凡與長谷雄的對決中，長谷雄得知了歐凡的真正目的與事件真相後，歐凡犧牲了自己，與長谷雄聯手消滅「AIDA」後將其救回。
Aura
日文名：アウラ
聲優：坂本真綾

#### 三蒼騎士
蒼炎的凱特
日文名：蒼炎のカイト
聲優：相田さやか
職業：雙劍士
蒼天的巴爾孟克
日文名：蒼天のバルムンク
聲優：檜山修之
職業：斬刀士
蒼海的歐魯卡
日文名：蒼海のオルカ
聲優：增谷康紀
職業：斬刀士

#### 雜疫三人組
日文名：ヘテロ三人衆
聲優：浪川大輔(雜疫)
玩家姓名：不明
職業：鎌鬥士(ヘテロ)、重槍士(ア・ザンティック)、重槍士(ル・システィック)

## 相關用語

### 職業系統
G.U的世界是沒有初新者，玩家是介由製造人物時，所決定的職業開始。除了武器不同外，武裝可分輕鎧、重鎧、咒衣這三類，另有裝飾品強化武器與武裝。
雙劍士/ツインソード雙手持有兩把短劍、裝備輕鎧，以速攻為主、速防為副，切碎敵人，容易上手的職業。
擊劍士/ブランディッシュ握有巨劍、裝備重鎧，給予敵方強烈的一擊，連同大地一起震碎、移動一般的職業。
重槍士/パルチザン以重量實足的長槍與重鎧，擊碎眼前方的銅牆鐵壁，善於突破防禦但速度最慢的職業。
斬刀士/ブレイド能單手持刀劍、裝備輕鎧，比雙劍士更具攻擊高，和擊劍士更行動快也能發動魔導的職業。
咒療士/ハーヴェスト裝備呪衣，用咒杖回復生命值、清除異常現象、咒文威力中，組隊時不可或缺補助系特化的職業。
魔導士/ウォーロック跟咒療士一樣的裝備，不同的是善用魔書發動咒術、屬性攻擊，魔法系攻擊咒文十足的職業。
鎌鬥士/フリッカー裝備重鎧和以手上持有的巨鎌，將四周的一切都帶向死亡的深淵，善於中、近距離攻擊的職業。
拳術士/グラップラー武裝護拳和輕鎧，以敏捷的身手將對手打得體無完膚、五體投地，發揮格鬥接近戰的職業。
妖扇士/ダンスマカブルR:2的新職業之ㄧ武裝妖扇與呪衣，有介於雙劍士和咒療士中間的性質，主要支援系、咒文系攻擊低的職業。
銃戰士/スチームガンナーR:2的新職業之ㄧ，武裝銃劍和輕鎧，從遠方精密地狙擊目標，遠、中距離的高射擊系職業。
錬装士/マルチウェポンR:2的新職業之ㄧ，戰鬥中可替換武器的特殊能力。可藉由「職業擴充」LV20、LV51的任務來增加武裝，十大職業武器中最多能收入3種武器，其武裝按照下面選擇，而G.U的主角長谷雄正是一名鍊裝士。
- 1次武器(一開始)：雙劍、刀劍、巨劍
- 2次武器(LV20)：巨鎌、護拳、重槍
- 3次武器(LV51)：銃劍、咒杖、魔書、妖扇

### 戰鬥系統
在G.U的世界中，以全3D視角進行遊戲，戰鬥有分怪獸與PK兩種類型，其中PC對怪獸可觀察之範圍察覺到就立即展開對戰模式、PC跟PC則是競技場或野外開戰。對戰中成功重創敵人或是支援夥伴就可累積覺醒值之計量表，全滿後就能啟動－戰鬥支援系統「覺醒」！只能在組隊的情況下才能發動、累積覺醒，組隊裡能跟兩人組成三人小隊，組隊打怪練等。
武獸覺醒
力量強化型，五秒內強化自己與隊友攻擊力。
魔導覺醒
魔力激增型，五秒內連續對敵方使出魔導波動。
神威覺醒
武器光化型，Vol.2追加的覺醒模式，與其說是強化、補助類型，倒不如是必殺技類型。
- 練刃演舞

雙刀升級模式，變化出光刃。
- 獄炎震雷

巨劍升級模式，變化出炎劍。
- 光刃鎌魔

巨鐮升級模式，變化出光鎌。
憑神覺醒
憑神補助召喚型，Vol.3新增的覺醒模式，戰鬥中对怪獸使用憑神之力發動強勁地資料吸收。同樣要三人一組才能使用，這樣可以得到「病毒核心(ウィルスコア)」，用一定數量的「病毒核心」可在「Θ 隠藏 禁断の 秘蹟」使八相武器升級。分1～5等級，而升級至5時需要再次與守護獸交戰，武器升级後各類能力都會有所提升。小型怪獸可抽取1個病毒核心、中型怪獸2個、大型BOSS級怪獸能抽取3個。

### 公會系統
ケストレル

月之樹

レイヴン

カナード

イコロ

### 憑神
黃昏之鑰所分裂的八股強大力量，原為解放女神奧拉的改寫系統，後期分裂為「八相」的碑文，也就是墨爾卡娜的碑文因子，一共八種型態，自奧拉(Aura)原因不明消失後所遺留的碎片，是規格外系統的殘存資料，光一枚碎片包含的碑文因子之數據量極其龐大。
原初版本的遊戲數據還存在時，黃昏之鑰本身會以不同的形體出現（如禁斷之輪腕、黃昏之戒、未知型AI等），但在CC公司本部經歷那場大火災後，數據盡數遺失，而在系統內的黃昏之鑰在火災那時也下落不明，分散成八種墨爾卡娜因子，這些數據基因代碼在後續R2的版本中不但保存下來，還隨機挑選上玩家所使用的角色並融合其中。
被碑文選擇的PC統稱碑文使，也稱「適合者」，覺醒的碑文使能潛藏在碑文因子具現化為『憑神』，普通PC是看不到憑神，碑文使並非使用控制程式來進行操作，而是與自身意志達成連動，才能發揮憑神的真正力量，因此碑文使想使用憑神的話，必須完成在自我意志上的覺醒。
憑神的共通點：都能使用“DataDrain”(データドレイン)吸收目標物的資料、一定場所內多數的憑神同時具現，容易發生暴走現象、一擊就能擊倒普通PC接受攻擊後PC會損耗一定程度。憑神出現時空間變化名「認知外空間」的地方，能從事移動、AIDA或憑神的戰鬥。

#### 第一相『死之恐怖』史凱斯
長谷雄的憑神，兩對大角長在背後、膝蓋中敘述著強者之威嚴，手裡鐮刀劃破弱者心中的希望，特殊能力是『再誕』的鑰匙=初始化程式的啟動裝置，這是要吸收全部八相的基因資料才能完全覺醒化。身體的顏色是黑色、覺醒時的顏色是白色。
- 基本射擊：含有麻痹成份的子彈，連續被擊中會全身麻痺、讓敵方露出破綻，一次最多三連發。
- 基本斬擊：史凱斯主要近戰兵器－死神巨鎌，不僅敵方有破綻時可加強傷害也能瓦解敵方的攻勢。

史凱斯2nd
長谷雄2nd型態擴充成長谷雄3rd型態後的史凱斯新型態，外型更加華麗、強悍之外，機動性能，加速更快、更輕盈；白刃戰性能，斬擊三次時可追加第四擊「衝擊斬」能遠距離攻擊；射擊性能，連射五發、命中率高大大提高敵方麻痺效果。
史凱斯3rd
長谷雄Xth外型具現化後的史凱斯最終姿態。
- 導向射擊：雙手掌放出無數小光彈，擊氣射擊是多重目標擴散線性狙擊。
- 新銳之月：比史凱斯2nd更加進化，每次斬擊都能揮出「小號衝擊斬」，最後一擊是漩渦狀的「大衝擊斬」。

Union 史凱斯
Vol.4 時獲得的新型態，由長谷雄與歐阪、史凱斯與寇爾貝尼克共鳴所誕生。基本外貌與 3rd 相似，四肢的裝飾是寇爾貝尼克的形象，背後原有的八支劍則寄宿了八相的能力。

#### 第二相『惑亂的海市蜃樓』伊西斯
愛德莉的憑神，有天使一般的模樣與有六片翼的光圈，雙手上的光球可變出利劍，和自身特殊能力－幻感能產出有實體的幻覺，身體的顏色是白色，基因數據：‘第二相的碑文’。
- 基本射擊：從光圈上的六片翼射出霰彈砲。
- 基本斬擊：將手上雙劍胡亂地斬向對方。
- 反叛的陽炎：不僅可隱形身軀，攻擊伊西斯的話，被攻擊的只是虛幻並快速斬切史凱斯2nd。
- 惑亂的飛翔：來個後空翻並鑽進光圈中，高速亂飛一通，後衝向用雙劍一擊必殺。

#### 第三相『增殖』梅格司
古恩的憑神，有圓型的雙肩及像植物葉片的尾翼(下半身是尾巴)、和自身特殊能力－「增殖」能夠把各種資料『增殖』的力量，能張開由六個葉子組成的防禦盾，身體的顏色是綠色，基因數據：‘第三相的碑文’。
- 基本射擊：雙手射出身體轉動也能連發的光彈。
- 激烈之萌芽：梅洛司一邊四處走動一邊放漂浮炸彈，釋放完全部炸彈後漂去史凱斯旁。
- 新綠的閃光：從手上的葉片射出上下兩列的光線，來個兩面夾擊。

#### 第四相『命運的預言者』費德赫爾
八咫的憑神，有如一位佛陀在世的修行者，身體的顏色是金紅色，『命運的預言者』的特殊能力是預言。在被史凱斯2nd擊敗後說了一段話：「他的左腕是異形的鑰匙，他的右腕是黃昏的鑰匙。結束的浪潮，是再誕的波濤。光充實著世界，而他會成為召喚新的眾神之黃昏的人。是破壞者亦是創造者，是無力者。巨大影子的伴隨著腳步聲。啊，小小人兒的幸福……」有點像詩句，基因數據：‘第四相的碑文’。
- 基本射擊：頭上的面具發出連射子彈。
- 凶運旋回刃：將面具變成飛鏢並射出去攻擊。
- 四滅光輪波：將漂浮在身上的四個圓盤，並排在前方發射具有持續力的高貫穿光束。
- 天命修羅曼荼羅：被費德赫爾製造的魔力球打中，會張開兩面曼荼羅圖聯合壓制史凱斯2nd，最後強力壓縮結束。

#### 第五相『謀略家』歌雷
朔望的憑神，有兩位身體的憑神。所以顏色分日之身：紅色、月之身：藍色，日的個性有點激動；月的性情較害羞，特殊能力不明，以互相交換位置切換攻擊模式，基因數據：‘第五相的碑文’。
- 基本射擊：日是發射連續子彈、月則射出大量的泡泡阻止史凱斯2nd。
- 痛恨的一擊：日以高速移動給史凱斯2nd強烈的一擊鐵拳。
- 因緣的巨輪：將日的圖形衣變成螺旋齒輪並投向史凱斯2nd。
- 樂園的招待：只要月之身出現就會倒數五秒，不在時間內攻擊月，月會突然抓住史凱斯2nd並讓日連續攻擊它、最後將史凱斯2nd揍飛。

#### 第六相『誘惑的戀人』瑪哈
安杜藍斯的憑神，上半身有著貓臉和新娘的面紗、穿著貴族風的禮服、下半身是玫瑰花，以甜美的陷阱引誘敵人，特殊能力未知不明，身體的顏色是紫色，基因數據：‘第六相的碑文’。
- 基本射擊：雙手畫出兩道紫紅炫爪。
- 基本斬擊：雙手聚集能量，突擊向史凱斯瘋狂亂爪。
- 愛的紅花雷：召換四朵漂浮玫瑰，會飛過來朝史凱斯射出雷射。
- 誘惑的甘之歌聲：唱出超音波讓史凱斯成昏眩狀態。
- 妖艷之紅旋風：許多玫瑰花瓣旋繞在下半身，並衝向史凱斯來個連續攻擊。

#### 第七相『復仇者』達爾渥斯
佩的憑神，像是雙手雙腳被束縛的模樣、和疑似折磨自己(？)並把巨針貫穿身體的中心。頭上兩端長出破碎的長版翼，能把羽翼合併在一起形成保護膜防禦攻擊，特殊能力不明，基因數據：‘第七相的碑文’，身體的顏色是嫣紅色。
- 基本射擊：從雙翼的白點射出兩圈無數的光針。
- 雙翼護罩：將雙翼合在面前，外圍形成盾型防護罩。
- 復仇的寶珠：製造重力球限制史凱斯的行動。
- 極刑的聖坑：依序射出八隻長針，射完後沒被破壞的會全部射向史凱斯，無法防禦。

#### 第八相『再誕』寇爾貝尼克
歐坂的憑神，寇爾貝尼克的左肩和AIDA（Tri-Edge）融合已成第三手臂從他的肩膀長出，左手因侵蝕關係變成短刃手。身體的顏色是青藍色，基因數據：‘第八相的碑文’，『再誕』真正的力量是創造主遺留於「The World」的安全裝置，也就是初使化程式，而且這個要由真正覺醒的『死之恐怖』來發動。大多數的力量都以被AIDA的力量感染、再誕的神聖與AIDA的邪惡成了異樣的對比。
- 基本射擊：以右手放出一整排的紫針。
- 異變之召換：以第三手臂叫出五隻小型AIDA、固定時間內射出光束收縮砲。
- 掃蕩的魔針：將多數紫針聚集成一球並打下去爆出去散射。
- 戰慄的訪問者：以詭異的左手劃出上下兩擊。
- 兇神的制裁：用第三手臂將史凱斯2nd打入異空間並追加高能量砲。

寇爾貝尼克2nd
以其說是寇爾貝尼克第二形態、倒不如說第三手臂與左手臂合成比體積還大的巨砲，外表沒太大的改變。基因數據：‘第八相的殘餘’。受到傷害後，會使出無效化力場自於讓射擊、斬擊無效，只有將寇爾貝尼克2nd射出的「電腦的吸魂」打回去，才能瓦解無效化力場間傷害寇爾貝尼克2nd。
- 基本射擊：砲台旁的觸角炸出無數的甩砲，轟炸指定位置。
- 異變之召喚：從砲台召出六隻小型AIDA，一定時間內射出光束收縮砲。
- 根絕的流星雨：聚其能量、並往上發射釋放像流星雨一樣的擴散能量光束。
- 電腦的吸魂：有點像是資料吸收（DataDrain）的攻擊版本，命中後吸收史凱斯2nd八分之ㄧ的生命值。

#### 其他
蒼炎的守護神(英文：Azure Flame God)
蒼炎的凱特以手上的腕輪(是屬於黃昏或是黎明則不明)竄改自己的數據變化成憑神，由於並非具現化而是實體化，因此在憑神裡是獨特的存在。遊戲中擊敗時獲得名稱一樣『蒼炎の守護神』的基因資料。在背後上模仿火焰巨大的半鐵環翼散發熱熱的蒼火，以及放出蒼火的手腳關節，雙手上三刃爪狀的武器攻擊。
- 基本射擊：以手上的武器放出一整排的蒼火球。
- 基本射擊2：雙手的蒼炎球散成無數的小火球襲擊史凱斯。
- 蒼炎・虎輪刃：將武器變成飛鏢，依序發出兩個飛鏢雙重聯擊讓史凱斯錯手不及。
- 時間的歪斜：聚集能量，並抓住史凱斯以高速移動讓它撞上巨大的能量球。

反存在－庫比亞(英文：Cubia，日文：クビア)
基因數據為『碑文的反存在』，由於“再誕”程式的影響下誕生的扭曲。從八相碑文中的力量生產影子－反存在；擁有龐大高密度數據的‘破壞者’，2010年第二次網路危機正是Cubia引起的，因此Cubia的巨大影響將全網路世界邁向真.第三次網路危機的命運，Cubia一開始即像邪惡的地球、從球穴出來像長嘴巴的觸角－「Cubia Alpha」又名Cubia第一型態，擊敗四個Cubia Alpha後、從地表突出四眼、閃電狀毛髮、有刺的彎角、老人貌之第二型態「Cubia Beta」，DataDrain無法擊倒它於是強行進去它體內破壞核心，最終決戰時七位碑文使用全體憑神的力量合併在長谷雄Xth外型所使出的一擊，完全地消滅了Cubia的本體「Cubia Core」。
- 基本射擊：Cubia Alpha是用古摩拉(ゴモラ：Cubia體內製造出來的分身，像三角海星)射出多數的光球；Cubia Beta則是多個光球排成圓環攻擊、也能用古摩拉發動攻擊。
- 古摩拉射出：釋放無數個古摩拉及數目約三條左右庫比亞古摩拉(クビアゴモラ：古摩拉們接連在一起行成蛇鍊條體)，團團包圍史凱斯3rd。
- 靈氣攻擊（エクトプラスム）：在Cubia Alpha回復瘴氣時會向史凱斯3rd噴出大量瘴氣，只是噴離到遠處無攻擊性。
- 聖戰（ジハド）：Cubia Beta嘴旁彎角連續射高能量光束以扇狀範圍攻擊史凱斯3rd。
- 渾沌的煉獄（カオスゲヘナ）：Cubia Beta從嘴裡吐出瘴氣球並爆出無數個古摩拉衝向史凱斯3rd，自殺式攻勢。

### AIDA
應該不在「The World R:2」系統上存在的異常系統，只有八相的碑文使能用資料吸收驅除。那存在由於CC公司所隱瞞。曾經八咫還是直毘的時候(參見.hack//Roots)，正調查著歐凡的左臂的時候發現；即使是「知識之蛇」這樣的管理組織也未確認像這樣未知的存在，因此將其命名為「Artificially(人工的)」「Intelligent(知能的)」「Data(資料)」「Anomaly(異常)」，全名「人工智能異常現象」－AIDA 。
被這個寄宿的PC一概使平常系統以上的能力招受感染、寄生，AIDA根據玩家的負面情感的多寡得以進化。
歐凡曾講「碑文呼叫AIDA，AIDA呼喚碑文」，這個異常系統與黃昏之鑰有極大關聯，擁有碑文因子之人則都有特別引來AIDA寄生的體質。
多半以眾多黑點出現、移動，生態不明，被視為一種電腦病毒，因人類的大腦神經傳輸都是藉由電子信號，因此原本不會對人體造成影響的AIDA卻藉由電子信號而傷害腦部，這也造成感染者絕大部分都在現實世界中陷入昏迷狀態，只有少部分人（基本上只有碑文使）能與AIDA成為共生關係，如恩度藍斯、歐凡等特例。
最初發現的感染源在愛奈身上，她遭受病原體襲擊後連帶感染給歐凡。
Anna<アナ>
微生物形狀體。長谷雄最初遇上的AIDA，AIDA基本型態，基因數據：AIDA-011。
Gatekeeper<ゲートキーパー>
同樣跟Anna一樣微生物型但多奇特的部分且HP增加，阻擋長谷雄、古恩與佩的守門人，基因數據：AIDA-012、O-van01。
Oswald＜オズワルド＞
蜘蛛形狀體。會用吐絲攻擊，寄宿波兒朵體內的Aida，基因數據：AIDA-021。
Helen<ヘレン>
鯰魚形狀體。放出電擊攻擊，寄宿天狼體內的Aida，也是奪走愛德莉的碑文因子的元兇，基因數據：AIDA-031。
Grunwald<グルンワルド>
和Oswald的蜘蛛型不同的是身體是紅色，寄宿雜疫三人眾的Aida，基因數據：AIDA-035。
Victorian<ヴィクトーリアン>
鳥形狀體，與榊（楊桐）同化的Aida，基因數據：AIDA-041。
Tri-Edge<トライエッジ>
型態不明，第一個感染者為愛奈，以及第二個感染者歐凡，而寄宿在歐凡左臂上的Aida與其共生，為始祖病原體，造成志乃變成未歸還者的元兇。
基因數據：AIDA-000。

### 失落的大地
「The World R:2」有大致上有分兩種區域，一種是由CC社規劃的冒險地帶；另一種是不受CC社控制，由遊戲本身規則來進行運作的未知冒險地帶，此介紹的就屬後者。(翻譯中)
- 格利瑪．雷伍大聖堂～天隱之物～【區域名稱】：Δ被隱藏的 禁忌的 聖域(Δ隠されし 禁断の 聖域)
- 阿爾克．克倫大瀑布～起始之地～【區域名稱】：Δ被隱藏的 禁忌的 飛瀑(Δ隠されし 禁断の 飛瀑)
- 死世所 耶魯迪．露～光輝之森～【區域名稱】：Δ被隱藏的 禁忌的 冥界樹(Δ隠されし 禁断の 冥界樹)
- 墨利．巴隆城壁～邊境之門～【區域名稱】：Δ被隱藏的 禁忌的 絕對城壁(Δ隠されし 禁断の 絶対城壁)
- 王者之島 依．布拉榭爾～永久樂土～【區域名稱】：
- 嘆息之都 耶魯特．史雷迦～瞬息之炎～【區域名稱】：Θ被隱藏的 禁忌的 黃泉之國(θ隠されし 禁断の 黄泉国)
- 肯修塔．巴瓦 戰場遺跡～自驕的挑戰～【區域名稱】：Θ被隱藏的 禁忌的 古戰場(θ隠されし 禁断の 古戦場)
- 糖蜜之館 西芙．貝爾格～黃金的處女～【區域名稱】：Θ被隱藏的 禁忌的 心猿意馬(θ隠されし 禁断の 意馬心猿)
- 格利翁．梅茲大神殿～千夜～【區域名稱】：「θ隠されし 禁断の 秘蹟」
- 龍骨山脈 卜琉納．基得翁～死去的太陽～【區域名稱】：Θ被隱藏的 禁忌的 龍骨山脈(θ隠されし 禁断の 竜骨山脈)
- 背面都市 馬格尼．菲 （石化的鬥龍－馬格梅德）
- 罪界 ．巴地～失去月亮的家～【區域名稱】：「Σ隠されし 禁断の 罪界」

## 外部連結
- Project GU （页面存档备份，存于）
- Last Recode （页面存档备份，存于）
- BANDAI label内的官方網站 （页面存档备份，存于）
- .hack//G.U.(外國版)